# Reher
Reher er en by og en kommune i det nordlige Tyskland, beliggende i Amt Schenefeld i den nordvestlige del af Kreis Steinburg. Kreis Steinburg ligger i den sydvestlige del af delstaten Slesvig-Holsten.

## Geografi
Reher ligger omkring 15 km nord for Itzehoe ved Bundesstraße B430 mellem Schenefeld og Hohenwestedt. Vandløbene Bekau og Reher Au løber gennem kommunen. Højeste punkt er 37 moh. I kommunen ligger bebyggelsen Viehhorn. Fra 1901 til 1957 havde Reher jernbanestation på Rendsburger Kreisbahn.